# ヘインズ
ヘインズ（Hanes）は、1901年に設立されたアメリカ合衆国のアパレルブランド。ヘインズブランズ最大の子会社で、Tシャツやアンダーウェアなどで知られる。

## 歴史
1872年、プレザント・ヘンダーソン・ヘインズと弟のジョン・ウェスレイ・ヘインズらによってP・H・ヘインズ・タバコ・カンパニーが設立される。タバコ製造事業を経営していたが、1900年にR.J.レイノルズ・タバコ・カンパニーに売却される。
ジョン・ウェスレイ・ヘインズ（John Wesley Hanes）は1901年にノースカロライナ州ウィンストンにシャムロック・ニッティング・ミルズ（Shamrock Knitting Mills）を設立し、タバコ工場の跡地で男性用と子供用の綿靴下の製造業を開始する。
しかしジョンは1903年に心臓病で亡くなる。1911年、シャムロック・ニッティング・ミルズは3番街とマーシャルストリートに新しい工場を建設する。シャムロック・ニッティング・ミルズは1914年にヘインズ・ホージャリー・ミルズ・カンパニー（Hanes Hosiery Mills Company）に社名を変更する。マーシャルストリートの工場が手狭になったため、1926年に西14番街に大きな工場を建設して移転する。工場の跡地にはキャデラックのディーラーが入った。シャムロック・ミルズ（Shamrock Mills）として知られる元の建物は1978年にアメリカ合衆国国家歴史登録財に登録された。同社は1918年からは婦人用の綿靴下の製造も開始し、その後レーヨン、1930年代後半からはナイロン・ストッキングを製造し大きく成長した。
ジョンの兄のプレザント・H・ヘインズは1901年にP・H・ヘインズ・ニッティング・カンパニー（P.H. Hanes Knitting Company）を設立する。男性・女性および子供用の下着の製造を開始し、1918年頃にはニューヨークにオフィスを構える。1920年代初頭には綿花価格が暴落し、Tシャツなどの新しい商品を製造するようになった。1925年のプレザントの死去後は息子のP・フーバー・ヘインズが後を継ぎ、1954年からはP・フーバー・ヘインズ・ジュニアが経営に当たった。P・H・ヘインズ・ニッティング・カンパニーの一連の施設は2005年にアメリカ合衆国国家歴史登録財に登録された。
1965年、ヘインズ・ニッティング・カンパニーとヘインズ・ホージャリー・カンパニーが合併してヘインズ・コーポレーションが設立される。
1979年、ヘインズ・コーポレーションはコンソリデーテッド・フーズに買収される。コンソリデーテッド・フーズは1985年にサラ・リー（Sara Lee Corp.）に社名を変更する。
2006年9月、サラ・リー・コーポレーションはアメリカとアジアのブランド衣料品事業をヘインズブランズ（Hanesbrands）として会社分割（スピンオフ）した。ヘインズブランズの取り扱うブランドには、ヘインズ（Hanes）、チャンピオン（Champion）、プレイテックス（Playtex）、バリ（Bali）、メイデンフォーム（Maidenform）などがある。
2016年、ヘインズブランズはオーストラリアのパシフィック・ブランズ（Pacific Brands）を買収し、高級リネンブランドのシェリダン（Sheridan）に加え、ボンズ（Bonds）とバーレイ（Berlei）のブランドも傘下に加えた。2018年2月、ヘインズ・オーストラリアはBras N Thingsを推定5億オーストラリアドルで買収した。
アメリカ合衆国における2019年コロナウイルス感染症の流行状況の中、ヘインズは医療従事者向けにN95マスクを製造するために工場を改修した。
2023年、ヘインズブランズはチャンピオンの売却を検討していると発表した。2024年4月、アメリカのブランド管理会社オーセンティック・ブランズ・グループ（en:Authentic Brands Group、ABG）がヘインズブランズから「チャンピオン」を10億ドル強で買収することに非公式に合意したと報じられた。2024年6月5日、ABGがヘインズブランズからチャンピオンを12億ドルで買収することで合意したと発表した。
2025年8月13日、カナダのアパレルメーカーであるギルダン・アクティブウェアがヘインズブランズを総額22億ドルで買収することで合意したと発表した。

## 年表
- 1872年、ウィンストンでP.H.ヘインズタバコカンパニーが設立される[2][4]。
- 1900年、タバコ事業をR・J・レイノルズに売却する。
- 1901年、ジョン・ウェスレイ・ヘインズがシャムロック・ニッティング・ミルズを設立する。プレザント・ヘンダーソン・ヘインズが紳士用アンダーウエアを製造する会社P・H・ヘインズ・ニッティング社を設立する[25]。
- 1913年、ワンピースタイプの下着ユニオンスーツ（英語版）を発売し大きくヒットする[25]。
- 1914年、シャムロック・ニッティング・ミルズが社名をヘインズ・ホージャリー・ミルズに変更する[26]。
- 1924年、全国キャンペーンを展開し、赤ラベルのロゴを発表する[25]。
- 1932年、現在のブリーフの原型となるニット素材の紳士用ブリーフ「スポーツ」を制作[25]。
- 1947年、パックTシャツ発売[25]。
- 1965年、ヘインズニッティング社とヘインズホージャリー社が合併し、ヘインズ・コーポレーションが設立される[25]。
- 1975年、ヒッピー文化の象徴であるプリントTシャツのボディ用として開発された「BEEFY-T」を発売[25]。
- 1979年、ヘインズ・コーポレーションがコンソリデーテッド・フーズ社に買収される。
- 1985年、女性向けのヘインズハーウェイ（Hanes Her Way）ブランドが誕生。コンソリデーテッド・フーズがサラ・リー（Sara Lee Corp.）に社名変更[12]。
- 1992年、東京に日本サラ・リー株式会社が設立される。
- 1994年、アメリカワールドカップのオフィシャルTシャツのボディに採用される[25]。
- 1996年、アトランタオリンピックの公式スポンサーに選ばれ、オフィシャルTシャツのボディに採用される[25]。
- 2002年、Tシャツの首元にあったタグを熱転写ネームに替えたタグレス3P-Tシャツを全米で発売[25][27]。
- 2006年、9月6日、サラ・リー・コーポレーションからヘインズブランズ（英語版）として分社化される[13]。
- 2013年、ヘインズブランズが女性用下着大手のメイデンフォーム（Maidenform）を買収[28][27]。
- 2016年、ヘインズブランズがオーストラリアのパシフィック・ブランズ（Pacific Brands）を買収し、シェリダン（Sheridan）、ボンズ（Bonds）、バーレイ（Berlei）のブランドを傘下に加える[29]。
- 2017年、スタイリストのカーラ・ウェルチ（Karla Welch）とのコラボ「Hanes x Karla」[30]。
- 2018年、2月、ヘインズ・オーストラリアがBras N Thingsを買収[31]。

## 主な商品
3P-Tシャツ
3枚組パックになったTシャツで、1947年に誕生したヘインズの代表商品。赤パックは綿100パーセント、青パックは綿とポリエステルの混紡、金パックは2種類の太さの違う糸を組み合わせた交編のシャツとなっている。
BEEFY（ビーフィー）
BEEFY-Tはヒッピー文化の象徴でもあるプリントTシャツのボディ用として1975年に誕生、肉厚な生地でTシャツをアウターとして着用するスタイルの普及に一役を買った。
L'eggs（レッグス）
1969年に誕生したパンティーストッキングのブランド。

## 広告
1970年代から1980年代にかけての同社の女性用靴下のキャッチフレーズは“Gentlemen Prefer Hanes”だったが、1990年代初頭には“The lady prefers Hanes”に変更された。
1992年から1999年までのブランドのメインスローガンは“Just wait'll we get our Hanes on you.”だった。このスローガンを2005年に復活させ、 マイケル・ジョーダン、マシュー・ペリー、マリサ・トメイといった有名人に“Look who we've got our Hanes on now.”と支持させる広告を打った。
1996年、ヘインズはアトランタオリンピックの主要スポンサーとなる。500枚限定の特別なBeefy-Tシャツシリーズを制作し、最初のシャツは32,500ドルでオークションに出品され、最高落札価格は42,000ドルの値がついた。
2000年代には、ジョーダン、フィリップ・ブルック、ビッグ・ベン・ケネディ、ジャッキー・チェン、ブライアン・リーガンなど、さまざまな有名人をフィーチャーした「Go Tagless」Tシャツの広告キャンペーンが展開された。
2008年7月、チャーリー・シーンがヘインズの次の有名人スポークスマンとしてジョーダンの出演していた広告に加わった。2010年、チャーリー・シーンが家庭内暴力の容疑で逮捕されたことを受けて、ヘインズブランズはシーンを起用した広告キャンペーンを中止した。
2019年、ComfortFlexFitボクサーパンツのPRのために、あらゆる体型の男性にボディポジティブのイメージを推進する「Every Bod」キャンペーンを展開した。男性の下着に伴うマッチョなイメージを軽減することを目的としているという。

## ヘインズブランズ ジャパン
当初は日本サラ・リー株式会社として1992年7月に東京に設立される。当時の代表取締役社長は新将命。2006年4月よりアジアビジネスの統括本部が置かれている。アメリカの本社サラ・リー（Sara Lee）のヘインズブランズの分社化に伴い2006年9月6日からヘインズブランズ ジャパン株式会社に社名を変更する。韓国、中国にも事業展開している。
取り扱いブランドはヘインズ（Hanes）、チャンピオン（Champion）の他、1999年2月より米国ポロ ラルフローレン社とのライセンス契約により日本市場におけるPolo Ralph Laurenのメンズアンダーウェア、パジャマ、スリープウェアの製造販売を推進している。2021年からはChampionキッズウェアの自社展開を開始。また、2003年冬にプレイテックス（Playtex）、2004年春にワンダーブラ（Wonderbra）のブランドを新規導入しレディースインナーウェア事業に進出している。
2008年にはComfort CoolラインからベージュカラーTシャツを発売、ワイシャツの下に着ても肌が透けないと話題に。2014年には日本人向けのTシャツ、Japan Fitを発売した。